# Kürti József

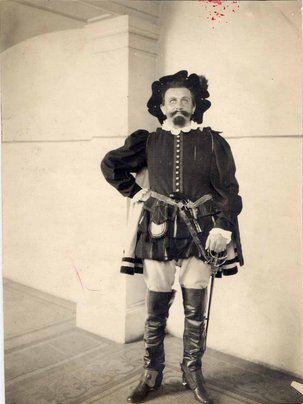
Friedrich Schiller: Stuart Mária. Nemzeti Színház. Bemutató: 1927.04.04. Talbot: Kürti József.

Kürti József, 1900-ig Rudik (Szatmár, 1881. július 14. – Budapest, Józsefváros, 1939. június 18.) magyar színész.

## Élete
Rudik Ferenc és Kürthi Julianna fia. 1904-ben szerzett diplomát a Színművészeti Akadémián, majd a Thália Társasághoz került, ahol Szemere György Siralomházban című darabjának főszereplőjeként nagy sikert ért el. 1906–07-ben Pécsett Kövessy Albert társulatában játszott, majd 1907–1908-ban a Népszínház–Vígopera tagja lett. 1908–1909-ben visszatért a Thália Társasághoz. 1909-től a Magyar Színházban láthatta a közönség, 1913 és 1925-ig a Nemzeti Színház művésze volt. 1925 és 1928 között a Vígszínházban szerepelt, ahol az Ezüstlakodalom című vígjátékban mutatkozott be. 1926-ban gyakran vendégszerepelt a Belvárosi Színházban. 1928-tól ismét a Nemzeti Színház foglalkoztatta, egészen haláláig. Filmekben is játszott és verseskötetei is megjelentek. Erős egyéniségű és sokoldalú színésznek tartották. Játékában egyaránt megjelent a líra, a szenvedély és a humor is.
Sírja a Kerepesi temetőben található [41-1-77].

## Magánélete
Házastársa Daróczy Vilma (1883–1970) volt, Daróczy István és Tóth Erzsébet lánya, akit 1917. január 22-én Budapesten vett nőül.

## Jelentősebb szerepei
- Madách Imre: Az ember tragédiája - Lucifer
- Katona József: Bánk bán - Bánk, Petur, Tiborc
- Szophoklész: Oidipusz király - Oidipusz király
- Kisbán Miklós: A nagyúr - Attila
- Teleki László: Kegyenc - Petronius
- Géraldy: Ezüstlakodalom - Hamelin
- Mikszáth Kálmán – Harsányi Zsolt: A Noszty fiú esete Tóth Marival - Tóth Mihály
- Móricz Zsigmond: Úri muri - Balogh Ábel
- Shakespeare: Lear király - Kent
- William Shakespeare: Othello - Othello
- Tóth Ede: A falu rossza - Feledi Gáspár
- Kisfaludy Károly: Csalódások - Mokány
- Friedrich Schiller: Ármány és szerelem - Miller
- Sík Sándor: István király - István király

## Filmjei
- Ágyú és harang (1915) – Magyar Mihály
- A falu rossza (1916) – Feledi Gáspár
- A fekete szivárvány (1916) - Lidia apja
- A csikós (1917) – Bálint
- Szent Péter esernyője (1917) - nyakas kálomista
- A piros bugyelláris (1917)
- Károly bakák (1918) – kocsmáros
- A kétlelkű asszony (1918) – Oláh Gábor gróf
- Az aranyember I-III. (1918) – Fabula
- Az összeesküvők (1918)
- Fekete tulipán (1919)
- Jön az öcsém (1919, rövid) – a báty
- A rög (1920)
- A száműzött (1920) – sheriff
- Szép Ilonka (1920) – Peterdy
- A fogadalom (1920) – Gajdos András béresgazda
- A falusi kislány Pesten (1920)
- A szürkeruhás hölgy (1920) – detektív
- Mackó úr kalandjai (1921) – Mackó úr
- Petőfi (1922) – Petrovich
- Ludas Matyi (1922) – Döbrögi
- A cigány (1925) – Kurta Gergely nagygazda
- Rongyosok (1925) – Varju András földbirtokos
- Tavaszi zápor (1932) – Mária apja
- Az iglói diákok (1934) – igazgató
- Szerelmi álmok (1935, magyar-német-osztrák) – Pekry Ernő báró
- Budai cukrászda (1935) – Dr. Demeczky Győző körorvos
- Címzett ismeretlen (1935) – árvaház igazgatója
- Két fogoly (1937) – orosz utas a vonaton
- Borcsa Amerikában (1938) – Szalai Pista édesapja
- Érik a búzakalász (1938)
- Varjú a toronyórán (1938) – Fekete
- Fehérvári huszárok (1938) - Seregély, intéző
- A pusztai királykisasszony (1938) – tanfelügyelő
- Süt a nap (1938) – Fehér tiszteletes
- Magyar feltámadás (1938-39) – szlovák foglár